# Toyota Mark II Qualis
Toyota Mark II Qualis — грузо-пассажирский автомобиль среднего класса, выпускался концерном Toyota с апреля 1997 по январь 2002 исключительно для внутреннего японского рынка. Конструктивно представляет собой универсал Camry Gracia с внешностью и интерьером, стилизованными под заднеприводный седан Mark II восьмого поколения. Появившийся в 2002 году универсал Mark II Wagon Blit уже был построен на платформе Toyota Mark II девятого поколения.

## Конструкция
В 1997 году вместо того, чтобы разрабатывать грузо-пассажирскую версию нового поколения Toyota Mark II, инженеры японского концерна модернизировали современную Camry Gracia, придав её внешнему виду и интерьеру черты более роскошного седана.
«Младшим» мотором для Toyota Mark II Qualis является 2,2-литровый рядный 4-цилиндровый бензиновый двигатель 5S-FE мощностью 140 л. с. V-образный 6-цилиндровый 2MZ-FE объёмом 2,5 литра и мощностью 200 л. с. от более поздних представителей серии отличается наличием ремня в приводе ГРМ (на поздних двигателях Toyota Z применена цепь). Первые два силовых агрегата Mark II Qualis абсолютно идентичны моторам, устанавливаемым на Camry Gracia, были доступны передне- и полноприводные модификации (с вязкостной муфтой в роли центрального дифференциала). Единственная доступная коробка передач — 4-ступенчатая АКПП. Но, в отличие от Camry Gracia, линейка двигателей для Qualis также была дополнена 3-литровым V6 1MZ-FE, который до 1999 года выдавал 210 л. с., а после установки системы VVT-i максимальная мощность возросла до 215 л. с. С трехлитровым двигателем изготавливались только переднеприводные модели.